# Lista dos municípios mais populosos do Brasil por estado
Esta é uma lista dos municípios mais populosos por estado do Brasil. Veja também lista dos municípios mais populosos por unidade federativa do Brasil, com dados mais recentes. Os dados que seguem estão em conformidade à lista publicada pelo Instituto Brasileiro de Geografia e Estatística (IBGE), de acordo com a estimativa de 2014.
O Brasil é uma república federativa presidencialista localizada na América do Sul, formada pela união de 26 estados federados e por um distrito federal, divididos em 5.570 municípios. Além do território continental, o Brasil também possui alguns grandes grupos de ilhas no oceano Atlântico como os Penedos de São Pedro e São Paulo, Fernando de Noronha (territórios estaduais de Pernambuco), Trindade e Martim Vaz, no Espírito Santo, e um complexo de pequenas ilhas e corais chamado Atol das Rocas (pertencente ao estado do Rio Grande do Norte). Com 8,51 milhões de quilômetros quadrados de área, equivalente a 47% do território sul-americano, e com 202.768.562 habitantes, o país possui a quinta maior área territorial do planeta e o quinto maior contingente populacional do mundo.

## Cidades mais populosas do Brasil por estado
*Em itálico as capitais
*Em negrito os municípios acima de 200 mil habitantes
| Estado              | Maior cidade   | 2° Maior cidade          | 3°Maior cidade       | 4°Maior cidade          | 5°Maior cidade          |
| ------------------- | -------------- | ------------------------ | -------------------- | ----------------------- | ----------------------- |
| Acre                | Rio Branco     | Cruzeiro do Sul          | Sena Madureira       | Tarauacá                | Feijó                   |
| Alagoas             | Maceió         | Arapiraca                | Rio Largo            | Palmeira dos Índios     | União dos Palmares      |
| Amapá               | Macapá         | Santana                  | Laranjal do Jari     | Oiapoque                | Mazagão                 |
| Amazonas            | Manaus         | Parintins                | Itacoatiara          | Manacapuru              | Coari                   |
| Bahia               | Salvador       | Feira de Santana         | Vitória da Conquista | Camaçari                | Itabuna                 |
| Ceará               | Fortaleza      | Caucaia                  | Juazeiro do Norte    | Maracanaú               | Sobral                  |
| Distrito Federal    | Brasília       |                          |                      |                         |                         |
| Espírito Santo      | Serra          | Vila Velha               | Cariacica            | Vitória                 | Cachoeira de Itapemirim |
| Goiás               | Goiânia        | Aparecida de Goiânia     | Anápolis             | Rio Verde               | Luziânia                |
| Maranhão            | São Luís       | Imperatriz               | São José do Ribamar  | Caxias                  | Timon                   |
| Mato Grosso         | Cuiabá         | Várzea Grande            | Rondonópolis         | Sinop                   | Tangará da Serra        |
| Mato Grosso do Sul  | Campo Grande   | Dourados                 | Três Lagoas          | Corumbá                 | Ponta Porã              |
| Minas Gerais        | Belo Horizonte | Uberlândia               | Contagem             | Juiz de Fora            | Betim                   |
| Pará                | Belém          | Ananindeua               | Santarém             | Marabá                  | Parauapebas             |
| Paraíba             | João Pessoa    | Campina Grande           | Santa Rita           | Patos                   | Bayeux                  |
| Paraná              | Curitiba       | Londrina                 | Maringá              | Ponta Grossa            | Cascavel                |
| Pernambuco          | Recife         | Jaboatão dos Guararapes  | Olinda               | Caruaru                 | Petrolina               |
| Piauí               | Teresina       | Parnaíba                 | Picos                | Piripiri                | Floriano                |
| Rio de Janeiro      | Rio de Janeiro | São Gonçalo              | Duque de Caxias      | Nova Iguaçu             | Niterói                 |
| Rio Grande do Norte | Natal          | Mossoró                  | Parnamirim           | São Gonçalo do Amarante | Macaíba                 |
| Rio Grande do Sul   | Porto Alegre   | Caxias do Sul            | Pelotas              | Canoas                  | Santa Maria             |
| Rondônia            | Porto Velho    | Ji-Paraná                | Ariquemes            | Vilhena                 | Cacoal                  |
| Roraima             | Boa Vista      | Rorainópolis             | Caracaraí            | Alto Alegre             | Mucajaí                 |
| Santa Catarina      | Joinville      | Florianópolis            | Blumenau             | São José                | Chapecó                 |
| São Paulo           | São Paulo      | Guarulhos                | Campinas             | São Bernardo do Campo   | Santo André             |
| Sergipe             | Aracaju        | Nossa Senhora do Socorro | Lagarto              | Itabaiana               | São Cristovão           |
| Tocantins           | Palmas         | Araguaína                | Gurupi               | Porto Nacional          | Paraíso do Tocantins    |